# Улисс (бриг, 1843)
«Улисс» — бриг Балтийского флота Российской империи.

## Описание
Парусный деревянный бриг. Длина брига составляла 30,48 метра, ширина — 9,15 метра, а осадка — 3,75 метра. Вооружение судна состояло из двадцати орудий.

## История службы
Бриг был заложен 26 мая 1842 года в Главном адмиралтействе в Санкт-Петербурге и, после спуска на воду 22 июля 1843 года, вошёл в состав Балтийского Флота России.
В 1844 и 1845 годах выходил в плавания в Финский залив под флагом великого князя генерал-адмирала Константина Николаевича. Находился в практических плаваниях в Балтийском море и Финском заливе в 1846 и 1847 годах.
Принимал участие в экспедиции Балтийского флота в датские воды в 1848—1850 годах. C 7 по 24 августа 1848 года находился в Кёге-бухте в составе 1-й флотской дивизии вице-адмирала А. П. Лазарева, а с 27 июня по 11 июля 1849 года на Зондербургском рейде. В 1850 году вновь выходил в практические плавания в Балтийском море и Финский залив.
В кампанию 1851 года в составе отряда из восьми судов Балтийского флота под общим командованием контр-адмирала великого князя Константина Николаевича выходила в плавания по Финскому заливу. Также в кампании этого и следующего 1852 года занимал брандвахтенный пост в Свеаборге.
В кампанию 1853 года также находился в практических плаваниях в Балтийском море и Финском заливе, 3 июля того же года принял участие в Высочайшем смотре на Кронштадтском рейде. C 1854 по 1859 год находился в Кронштадте. Бриг «Улисс» был продан на слом в 1860 году.

## Командиры брига
Командирами брига «Улисс» в разное время служили:
- капитан-лейтенант великий князь Константин Николаевич (с 12 (24) августа 1844 года до 1846 года)[4];
- А. Я. Тишевский (1846—1848 годы);
- И. Н. Сущов (с 1849 года до августа 1850 года);
- С. К. Любощинский (1851—1853 годы).